# Gare de Moirans
Ne doit pas être confondu avec Gare de Moirans-Galifette.
La gare de Moirans est une gare ferroviaire française des lignes de Lyon-Perrache à Marseille-Saint-Charles (via Grenoble) et de Valence à Moirans, située sur le territoire de la commune de Moirans, dans le département de l'Isère, en région Auvergne-Rhône-Alpes.
Elle est mise en service en 1857 par la Compagnie du chemin de fer de Saint-Rambert à Grenoble.
C'est une gare voyageurs de la Société nationale des chemins de fer français (SNCF), desservie par des trains TER Auvergne-Rhône-Alpes.

## Situation ferroviaire
Établie à 192 mètres d'altitude, la gare de bifurcation de Moirans est située au point kilométrique (PK) 112,121 de la ligne de Lyon-Perrache à Marseille-Saint-Charles (via Grenoble), entre les gares de Voiron et de Voreppe. En direction de Voiron, s'intercale la gare fermée de Saint-Jean-de-Moirans.
Elle est également, au PK 79,660, l'aboutissement de la ligne de Valence à Moirans, après la gare de Moirans-Galifette.
À proximité de la gare, la bifurcation est équipée d'un saut-de-mouton pour faciliter la circulation des trains.

## Historique
La gare de Moirans, située à 1,5 km du bourg, est mise en service, le 12 juillet 1857, par la Compagnie du chemin de fer de Saint-Rambert à Rives lorsqu'elle met en service les 33 km de la ligne entre Rives et l'Isère. La compagnie est devenue la Compagnie des chemins de fer du Dauphiné, lorsque le 1er juillet 1858 elle met en service le tronçon permettant de franchir, l'Isère sur le viaduc de Pique-Pierre et les trois kilomètres jusqu'à la gare de Grenoble.
En 1863 la Compagnie du Dauphiné est reprise par la Compagnie des chemins de fer de Paris à Lyon et à la Méditerranée (PLM) qui met en service, le 9 mai 1864 la ligne de Valence à Moirans et réalise en quelques années les différentes sections qui vont permettre la création de la ligne de Lyon-Perrache à Marseille-Saint-Charles (via Grenoble).
Moirans a déjà subi des crues importantes lorsqu'en juin 1948 la crue recouvre la voie Grenoble - Valence rendant impossible le passage des trains pendant plusieurs semaines. 
La gare de Moirans bénéficie d'une bonne desserte TER avec la mise en service le 9 décembre 2007 de l'horaire cadencé par la région Rhône-Alpes avec renforcement de l'offre sur les relations Grenoble - Lyon et Grenoble - Valence.
En 2014 ont commencé des travaux de rénovation des abords de la gare, afin de transformer celle-ci en pôle d'échanges multimodal. La création d'un parking silo, l'aménagement de quais de bus et la refonte des voiries devraient s'achever en 2018. Cette étape est la première dans le projet de réaménagement du quartier de la Gare porté par la municipalité.

## Service des voyageurs

### Accueil
Le bâtiment voyageurs n'est plus ouvert au public. Les quais sont accessibles toute la journée. Un automate pour l'achat de titres de transport TER se trouve sur l'un des quais.

### Desserte
Moirans est desservie par des trains TER Auvergne-Rhône-Alpes des relations de : Saint-André-le-Gaz (ou Rives) à Grenoble (ou Grenoble-Universités-Gières, ou Chambéry - Challes-les-Eaux) ; Valence-Ville à Grenoble (ou Chambéry - Challes-les-Eaux, ou Annecy), avec un aller-retour vers Évian-les-Bains et Avignon-Centre par semaine ; Saint-Marcellin (Isère) à Grenoble (ou Grenoble-Universités-Gières), avec un aller-retour vers Valence par jour.

Installations et desserte
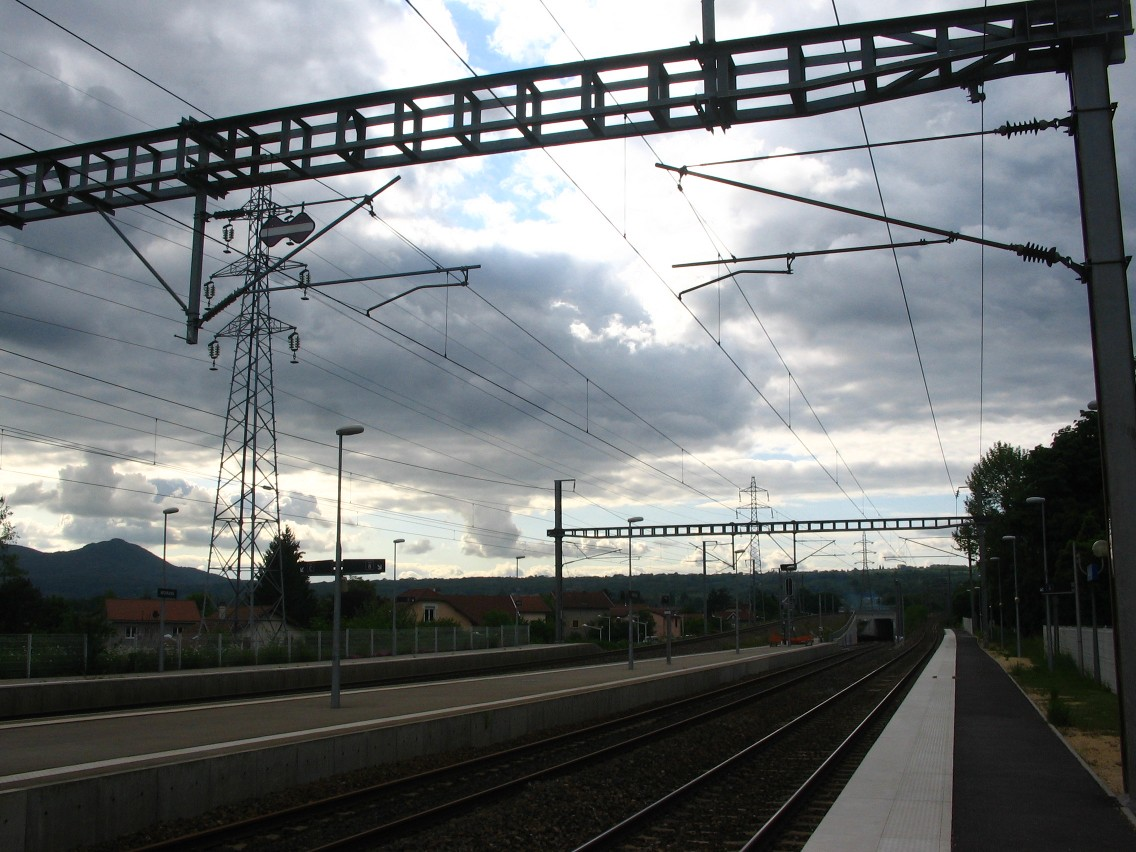
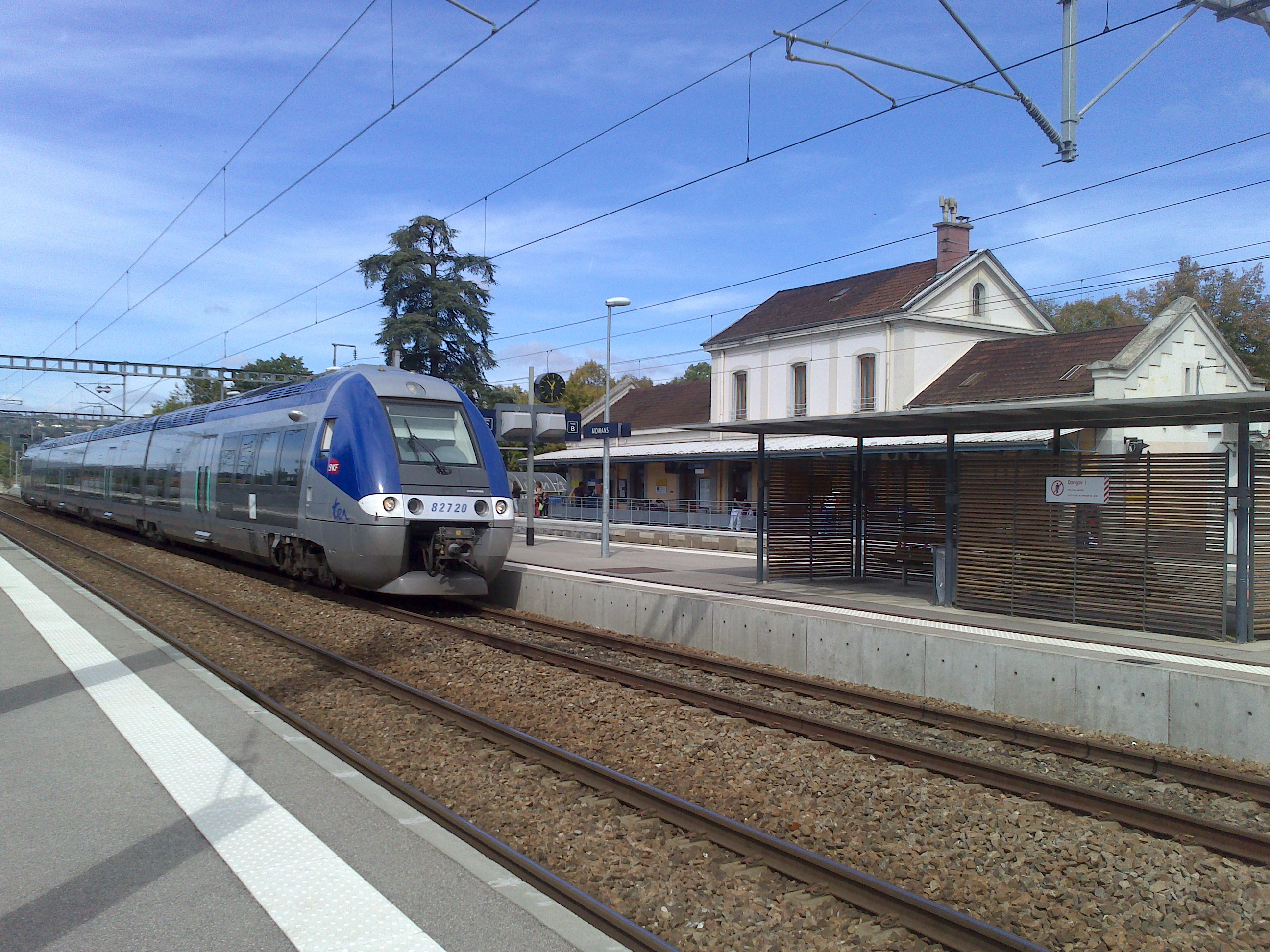

### Intermodalité
Un parc pour les vélos (72 places en consigne collective et accroches vélos en libre accès) et deux parkings pour les véhicules y sont aménagés.
Devant la gare un arrêt est desservie par des bus des lignes du réseau du Pays Voironnais et du réseau Cars Région Isère.